# フランス共和国臨時政府

フランス共和国
République française (フランス語)

国の標語: Liberté, Égalité, Fraternité（フランス語）
自由、平等、友愛国歌: La
Marseillaise（フランス語）
ラ・マルセイエーズ

-   フランス
-   フランスの保護領
-   フランスの占領地域（ドイツ、オーストリア）

フランス共和国臨時政府（フランスきょうわこくりんじせいふ、フランス語: Gouvernement provisoire de la République française、略記 GPRF）は、1944年6月3日に北アフリカのアルジェで成立した臨時政府である。8月のパリの解放とともにパリに移転し、1946年10月27日にフランス第四共和政が成立するまでの期間、憲法制定とフランスの統治に当たった。

## 歴史
臨時政府はシャルル・ド・ゴールが率いた自由フランスと、北アフリカにいた旧ヴィシー政権軍が合同して成立したフランス国民解放委員会を前身としている。1944年5月26日に国民解放委員会は自らをフランス共和国臨時政府に改組する布告を出し、6月3日に正式に発足した。しかし連合国の多くはすぐに承認しなかった。
8月25日、パリのドイツ軍が降伏した同日にド・ゴールがパリに入り、8月31日には政府も正式に移転した。10月23日にアメリカ合衆国・イギリス・ソビエト連邦が臨時政府を承認した。ド・ゴールのもと臨時政府はフランス政府として、第二次世界大戦末期を戦った。しかしフランス国内で行われた各種の選挙でド・ゴール派は奮わず、フランス共産党、フランス社会党、人民共和派といった左派が躍進した。
1945年10月21日に行われた憲法制定のための制憲議会選挙でも左派三派が躍進し、共産党が第一党となるなど全体の80%を占めた。急進党や民主同盟といった右派やレジスタンスは奮わなかった。1946年1月20日に突如ド・ゴールは辞任し、 社会党のフェリックス・グーアンが政府主席となった。1946年5月5日に憲法草案が制定されて国民投票が行われたが否決された。このため6月2日に再度制憲議会選挙が行われた。人民共和運動が第一党となったため、6月24日にジョルジュ・ビドーが主席となった。憲法草案が再度作成され、10月13日に国民投票を行い決定された。これを受けて10月27日に憲法が施行され、第四共和政がスタートした。

## 政治
臨時政府はヴィシー政権は違憲であるとしており、1944年8月9日にヴィシー政権が発した諸法令は無効であるという布告を出した。反ユダヤ法や、反秘密結社（フリーメイソンなど）に関する法律、特別裁判所を設立する法律が無効となったが、有効とされた法律もあった。
また民兵団や保安部隊といったヴィシー政権が樹立したコラボラシオンの民兵組織が解体された。

## 植民地
自由フランスは戦時中のブラザヴィル会議で戦争協力と引き替えに、植民地の自治拡大を約束していた。臨時政府は植民地をフランス連合に改組するという政策を打ち出したが、基本的に以来の植民地保持政策は変わらなかった。フランス領インドシナではベトミンなどの独立運動が高まり、植民地に成立した諸政府とフォンテーヌブロー会談を行ったが決裂し、第一次インドシナ戦争が勃発した。

## 主席
Chef du Gouvernement provisoire de la République françaiseと称され、日本語では首相や大統領とも訳される。臨時政府自体は10月27日に解消されたが、主席は1947年1月16日のヴァンサン・オリオール大統領就任までの間、フランスの国家元首を務めた。
- シャルル・ド・ゴール：1944年6月2日～1946年1月20日
- フェリックス・グーアン (fr) （労働者インターナショナル
・フランス支部）：1946年1月20日～1946年6月24日
- ジョルジュ・ビドー（人民共和派）：1946年6月24日～1946年12月16日
- レオン・ブルム（労働者インターナショナル
・フランス支部）：1946年12月16日～1947年1月16日